# Sender Pfarrkirchen
Der Sender Pfarrkirchen ist ein Rundfunksender der Deutschen Telekom AG in Postmünster bei Pfarrkirchen in Bayern und dient für Radio, TV, Mobilfunk und Richtfunk. Der Sender verwendet als Antennenträger einen 1968 errichteten, 164 Meter hohen, abgespannten Stahlrohrmast.
Bis zur Umstellung auf DVB-T am 5. Dezember 2006 wurde analoges Fernsehen ausgestrahlt.

## Frequenzen und Programme

### Analoges Radio (UKW)
Beim Antennendiagramm sind im Falle gerichteter Strahlung die Hauptstrahlrichtungen in Grad angegeben. In UKW werden folgende Programme ausgestrahlt:
| Frequenz (in MHz) | Programm      | RDS PS   | RDS PI | Regionalisierung | ERP (in kW) | Antennendiagramm rund (ND)/gerichtet (D) | Polarisation horizontal (H)/vertikal (V) |
| ----------------- | ------------- | -------- | ------ | ---------------- | ----------- | ---------------------------------------- | ---------------------------------------- |
| 107,4             | Maximal Radio | MAXIMAL_ | DD1B   | -                | 1           | ND                                       | H                                        |

Weitere am Senderstandort Pfarrkirchen international koordinierte Frequenzen:
- 93,3 MHz mit 0,1 kW ERP: zurzeit nicht in Betrieb.

### Digitales Radio (DAB+)
Seit Ende Februar 2015 wird DAB+ auf Kanal 11D in vertikaler Polarisation und im Gleichwellenbetrieb mit anderen Sendern ausgestrahlt. Am 17. Mai 2018 wurde auf Kanal 7D der neue Regionalmux "Niederbayern" aufgeschaltet. Dieser entstand durch die Netztrennung des Regionalnetzes Oberpfalz-Niederbayern auf Kanal 12D. Seit dem 3. Juli 2018 werden auch die lokalen Hörfunkprogramme über diesen Mux verbreitet. Am 1. Oktober 2018 kam mit der "Oldie-Welle Niederbayern" ein neues Programm der Unser Radio Deggendorf Programmanbieter GmbH & Co. KG hinzu. Seit dem 9. Oktober 2019 wird der 1. nationale Bundesmux auf Kanal 5C ausgestrahlt.
| Block                        | Programme (Datendienste) | ERP (kW) | Antennen- diagramm rund (ND), gerichtet (D) | Polarisation horizontal (H)/ vertikal (V) | Gleichwellennetz (SFN) |
| ---------------------------- | --- | -------- | ------------------------------------------- | ----------------------------------------- | --- |
| 11D BR Bayern (D__00165)     | DAB+-Block des Bayerischen Rundfunks - Bayern 1 (Oberbayern) (96 kbps) - Bayern 1 (Niederbayern/Oberpfalz) (96 kbps) - Bayern 1 (Franken) (96 kbps) - Bayern 2 (96 kbps) - Bayern 3 (96 kbps) - BR-Klassik (144 kbps) - BR24 (72 kbps, Mono) - BR Schlager (96 kbps) - Puls (96 kbps) - BR Heimat (128 kbps) - BR Verkehr (16 kbps, Mono) - Antenne Bayern (80 kbps) - BR EPG (8 kbps Daten) - ARD TPEG (24 kbps)                                                                      | 10       | ND                                          | V                                         | - Unterfranken: Alzenau (Hahnenkamm), Burgsinn (Main-Spessart), Dettelbach, Ebern, Gemünden, Hammelburg, Kreuzberg (Rhön), Miltenberg-Wenschdorf, Neustadt am Main, Obernburg am Main, Ostheim/Heidelberg, Pfaffenberg (Aschaffenburg), Schweinfurt (Schonungen), Volkach, Wertheim, Würzburg (Frankenwarte), Zeil am Main - Oberfranken: Bad Steben, Bamberg (Geisberg), Burgwindheim (geplant), Coburg (Eckardtsberg), Hof (Labyrinthberg), Kronach, Kulmbach, Ludwigsstadt (Ebersdorf), Ochsenkopf (Fichtelgebirge), Pegnitz - Mittelfranken: Büttelberg, Hesselberg, Hersbruck, Nürnberg (Fernmeldeturm), Rothenburg ob der Tauber, Treuchtlingen, Weißenburg - Oberpfalz: Altenstadt, Amberg (Hirschau), Amberg-Süd, Dillberg (Neumarkt), Fuchsmühl, Geigant, Hoher Bogen (Furth im Wald), Hohe Linie (Regensburg), Kallmünz (geplant), Pfreimd, Schönsee (Drechselberg), Weigendorf - Niederbayern: Brotjacklriegel, Deggendorf (Aletsberg), Dingolfing, Einödriegel, Kelheim, Landshut (Altdorf), Mainburg, Mallersdorf-Pfaffenberg, Oberfrauenwald, Passau (Kühberg), Pfarrkirchen, Rattenberg, Rotthalmünster, Viechtach (Weigelsberg) (geplant), Vilsbiburg - Schwaben: Augsburg (Hotelturm), Augsburg (Welden), Balderschwang (Oberberg), Grünten, Hühnerberg (Harburg), Markt Wald, Memmingen, Pfänder (Vorarlberg), Pfronten (Breitenberg), Ulm (Kuhberg) - Oberbayern: Bad Tölz (Gaißach), Berchtesgaden (Jenner), Eichstätt, Fürstenfeldbruck (Schöngeising), Gelbelsee, Herzogstand (Fahrenbergkopf), Hochberg (Traunstein), Hohenpeißenberg, Inntal (Ebbs), Isen, München-Freimann, München-Ismaning, München (Olympiaturm), Neuötting, Oberammergau (Laber), Pfaffenhofen (Wolfsberg), Pfaffenhofen (BR), Reit im Winkl, Untersberg (Salzburg), Tegernseer Tal (Wallberg), Wasserburg am Inn (Koblberg), Wendelstein (Bayrischzell) |
| 7D Niederbayern (D__00383)   | DAB+-Block des Bayerischen Rundfunks - Bayern 1 (Schwaben) (96 kbps) - Bayern 1 (Mainfranken) (96 kbps) - BR24live (64 kbps, Mono) - Radio Teddy (72 kbps) - egoFM (72 kbps) - Maximal Radio Niederbayern (72 kbps) - Galaxy (LA/DGF) (72 kbps) - Maximal Radio (SR) (72 kbps) - Unser Radio (72 kbps) - Galaxy (PA/DEG) (72 kbps) - Oldie-Welle Niederbayern (72 kbps) - Arabella Bayern (96 kbps) - Rock Antenne Bayern (72 kbps) - BR EPG (8 kbps)                                  | 10       | ND                                          | V                                         | Brotjacklriegel, Deggendorf (Aletsberg), Dingolfing, Einödriegel, Kelheim, Landshut (Altdorf), Mainburg, Mallersdorf-Pfaffenberg, Oberfrauenwald, Passau (Kühberg), Pfarrkirchen, Rattenberg, Rotthalmünster, Viechtach (Weigelsberg) (geplant), Vilsbiburg |
| 5C DR Deutschland (D__00188) | DAB+-Block der Media Broadcast: - Absolut relax (72 kbps) - Dlf (104 kbps) - Dlf Kultur (112 kbps) - Dlf Nova (104 kbps) - DRadio DokDeb (48 kbps) - Energy Digital (72 kbps) - ERF Plus (64 kbps) - Klassik Radio (72 kbps) - Radio Bob (72 kbps) - Radio Horeb (48 kbps) - Radio Schlagerparadies (64 kbps) - Schwarzwaldradio (64 kbps) - sunshine live (72 kbps) - DRadio Daten (32 kbps Daten) - EPG Deutschland (16 kbps Daten) - TPEG (16 kbps Daten) - TPEG_MM (16 kbps Daten) | 10       | ND                                          | V                                         | - Baden-Württemberg: Aalen, Baden-Baden (Fremersberg), Bad Mergentheim, Blauen, Brandenkopf, Donaueschingen, Feldberg im Schwarzwald, Freiburg (Vogtsburg-Totenkopf), Geislingen (Oberböhringen), Großerlach (Hohe Brach), Heidelberg (Königstuhl), Heilbronn (Schweinsberg), Hochrhein (Rickenbach), Hornisgrinde, Pforzheim (Schömberg-Langenbrand), Raichberg, Ravensburg (Höchsten), Reutlingen, Stuttgart (Frauenkopf), Ulm (Kuhberg) - Bayern: Amberg (Hirschau), Aschaffenburg (Pfaffenberg), Augsburg (Hotelturm), Bad Tölz (Gaißach), Bamberg (Geisberg), Büttelberg, Brotjacklriegel, Dillberg, Grünten, Herzogstand, Hochberg (Traunstein), Hoher Bogen, Inntal (Ebbs), Ingolstadt (Gelbelsee), Kreuzberg/Rhön, Landshut (Altdorf), München (Olympiaturm), Nennslingen (Büchelberg), Nürnberg, Oberammergau, Ochsenkopf, Passau, Pfänder, Pfaffenhofen, Pfarrkirchen, Pfronten, Regensburg (Hohe Linie), Unterringingen, Untersberg, Wendelstein (Bayrischzell), Würzburg (Frankenwarte) - Berlin: Berlin (Alexanderplatz), Berlin (Scholzplatz) - Brandenburg: Bad Belzig, Booßen, Brandenburg/Havel, Calau, Casekow, Cottbus, Eisenhüttenstadt, Petkus, Pritzwalk, Templin - Bremen: Bremen (Walle), Bremerhaven-Schiffdorf - Hamburg: Hamburg (Moorfleet), Hamburg (Heinrich-Hertz-Turm) - Hessen: Bad Hersfeld (Rimberg), Biedenkopf (Sackpfeife), Fulda (Hummelskopf), Frankfurt (Europaturm), Gelnhausen (Schnepfenkopf), Gießen (Dünsberg), Großer Feldberg, Hardberg, Hohe Wurzel, Hoher Meißner, Kassel (Habichtswald), Mainz-Kastel - Mecklenburg-Vorpommern: Garz (Rügen), Güstrow, Malchin, Neubrandenburg-Süd, Rostock (Toitenwinkel), Röbel, Schwerin (Zippendorf-Gr.Dreesch), Torgelow, Wismar/Rüggow, Züssow - Niedersachsen: Aurich-Popens, Braunschweig (Broitzem), Braunschweig (Drachenberg), Cuxhaven-Stadt, Dannenberg, Göttingen (Bovenden-Osterberg), Hannover (Telemax), Lingen, Lüneburg-Neu Wendhausen, Molbergen-Peheim, Osnabrück (Bramsche-Schleptruper Egge), Hildesheim (Sibbesse), Steinkimmen, Uelzen, Visselhövede, Wilhelmshaven - Nordrhein-Westfalen: Aachen (Karlshöhe), Bielefeld (Hünenburg), Bonn (Venusberg), Dortmund (Florianturm), Düsseldorf (Rheinturm), Eggegebirge, Herscheid, Hochsauerland (Hunau), Hürtgenwald-Großhau, Köln (Colonius), Langenberg, Lügde-Rischenau (Köterberg), Minden (Jakobsberg), Münster (Fernmeldeturm), Schöppingen, Siegen-Süd, Wesel - Rheinland-Pfalz: Bad Kreuznach (Schanzenkopf), Bad Marienberg (Westerwald), Bornberg, Daun (Eifel), Edenkoben (Kalmit), Heckenbach-Schöneberg (Ahrweiler), Idar-Oberstein, Kaiserslautern, Kettrichhof, Koblenz (Kühkopf), Trier (Petrisberg) - Saarland: Merzig-Merchingen, Saarbrücken (Schoksberg) - Sachsen: Chemnitz, Dresden, Geyer, Leipzig, Löbau, Neustadt, Oschatz, Schöneck, Zwickau Ost - Sachsen-Anhalt: Brocken, Burg, Dequede, Petersberg, Pettstädt (Weißenfels), Schneidlingen, Wittenberg - Schleswig-Holstein: Bungsberg, Flensburg, Heide, Helgoland, Hennstedt, Kiel (Kronshagen), Lübeck (Stockelsdorf), Schleswig, Niebüll (Süderlügum), Westerland (Sylt) - Thüringen: Bleßberg (Sonneberg), Erfurt-Hochheim, Gera, Inselsberg, Jena (Oßmaritz), Kulpenberg, Saalfeld (Remda), Lobenstein (Sieglitzberg), Weimar (Ettersberg) |

DAB auf Kanal 12D wurde bis zum 16. Dezember 2013 in vertikaler Polarisation und im Gleichwellenbetrieb mit anderen Sendern ausgestrahlt.
Als Gründe für die Abschaltung wurde durch den Netzbetreiber Bayern Digital Radio GmbH, Netzoptimierung und Kostenstabilität bei den Verbreitungskosten genannt.
| \| Block \| Programme (Datendienste) \| ERP (kW) \| Antennen- diagramm rund (ND), gerichtet (D) \| Polarisation horizontal (H)/ vertikal (V) \| Gleichwellennetz (SFN) \| \| --------------------- \| ---------------------------------------------------------------------------------------------------------------------------------------------------------------------------------------------------------------------------------------------------------------------------------------------------------------------------------------------------------------------------------- \| -------- \| ------------------------------------------- \| ----------------------------------------- \| -------------------------------------------------------------------------------------------------------------------------------------------------------------------------------------------------------------------------------------------------------------------------------------------------------------------------------------------------------------------------------------------------------------------------------------------------------------------------------------------------------------------------------------------------------------------------------------------------------------------------------------------------------------------------------------------------------------------------------------------------------------------------------------------------------------------------------------------------------------------------------------------------------------------------------------------------------------------------------------------------------------------------------------------------------------------------- \| \| 12D Bayern (D__00008) \| DAB-Block der Bayern Digital Radio : - BR-Klassik (192 kbit/s) - Bayern plus (128 kbit/s) - PULS (BR) (128 kbit/s) - Antenne Bayern (80 kbit/s DAB+) - Rock Antenne (80 kbit/s DAB+) - Antenne Top40 (72 kbit/s DAB+) - Antenne Bayern Info digital (40 kbit/s DAB+ Mono) - Radio Galaxy (80 kbit/s DAB+) - Absolut HOT (72 kbit/s DAB+) - Radio Schlagerparadies (72 kbit/s DAB+) \| 1 \| D \| V \| * Unterfranken: Alzenau (Hörstein-Hahnenkamm), Burgsinn, Kreuzberg (Rhön), Miltenberg (Kohlplatte), Pfaffenberg (Aschaffenburg), Würzburg (Frankenwarte) - Oberfranken: Bamberg (Geisberg), Coburg, Hof (Labyrinthberg), Ochsenkopf (Fichtelgebirge) - Mittelfranken: Büttelberg (Burgbernheim/Frankenhöhe), Nürnberg (Fernmeldeturm) - Oberpfalz: Amberg, Dillberg (Neumarkt), Hohe Linie (Regensburg), Hoher Bogen (Furth im Wald) - Niederbayern: Brotjacklriegel (Deggendorf), Deggendorf (Aletsberg), Dingolfing (BMW), Landshut (Altdorf-Gstaudacher Str.), Passau (Dommelstadl-Hainberg), Pfarrkirchen (Postmünster-Hieb) - Schwaben: Augsburg (Haberskirch), Augsburg (Hotelturm), Grünten (Sonthofen), Hühnerberg (Harburg), Mindelheim (Mittelneufnach), Ulm (Kuhberg) [Baden-Württemberg], Pfänder (Vorarlberg) - Oberbayern: Gelbelsee (Ingolstadt), Herzogstand (Fahrenbergkopf), Hochberg (Traunstein), Hohenpeißenberg (Weilheim), Ingolstadt (Audi), Ismaning, München (Olympiaturm), Oberammergau (Laber), Pfaffenhofen (Ilm), Wendelstein (Bayrischzell) \| | |          |                                             |                                           | |
| Block | Programme (Datendienste) | ERP (kW) | Antennen- diagramm rund (ND), gerichtet (D) | Polarisation horizontal (H)/ vertikal (V) | Gleichwellennetz (SFN) |
| 12D Bayern (D__00008) | DAB-Block der Bayern Digital Radio : - BR-Klassik (192 kbit/s) - Bayern plus (128 kbit/s) - PULS (BR) (128 kbit/s) - Antenne Bayern (80 kbit/s DAB+) - Rock Antenne (80 kbit/s DAB+) - Antenne Top40 (72 kbit/s DAB+) - Antenne Bayern Info digital (40 kbit/s DAB+ Mono) - Radio Galaxy (80 kbit/s DAB+) - Absolut HOT (72 kbit/s DAB+) - Radio Schlagerparadies (72 kbit/s DAB+) | 1        | D                                           | V                                         | * Unterfranken: Alzenau (Hörstein-Hahnenkamm), Burgsinn, Kreuzberg (Rhön), Miltenberg (Kohlplatte), Pfaffenberg (Aschaffenburg), Würzburg (Frankenwarte) - Oberfranken: Bamberg (Geisberg), Coburg, Hof (Labyrinthberg), Ochsenkopf (Fichtelgebirge) - Mittelfranken: Büttelberg (Burgbernheim/Frankenhöhe), Nürnberg (Fernmeldeturm) - Oberpfalz: Amberg, Dillberg (Neumarkt), Hohe Linie (Regensburg), Hoher Bogen (Furth im Wald) - Niederbayern: Brotjacklriegel (Deggendorf), Deggendorf (Aletsberg), Dingolfing (BMW), Landshut (Altdorf-Gstaudacher Str.), Passau (Dommelstadl-Hainberg), Pfarrkirchen (Postmünster-Hieb) - Schwaben: Augsburg (Haberskirch), Augsburg (Hotelturm), Grünten (Sonthofen), Hühnerberg (Harburg), Mindelheim (Mittelneufnach), Ulm (Kuhberg) [Baden-Württemberg], Pfänder (Vorarlberg) - Oberbayern: Gelbelsee (Ingolstadt), Herzogstand (Fahrenbergkopf), Hochberg (Traunstein), Hohenpeißenberg (Weilheim), Ingolstadt (Audi), Ismaning, München (Olympiaturm), Oberammergau (Laber), Pfaffenhofen (Ilm), Wendelstein (Bayrischzell) |

### Digitales Fernsehen (DVB-T2)
Seit dem 13. März 2019 wird DVB-T2 auf folgenden Frequenzen ausgestrahlt:
| Kanal | Frequenz (in MHz) | Multiplex   | Programme im Multiplex | ERP (in kW) | Antennen- diagramm rund (ND)/ gerichtet (D) | Polari- sation horizontal (H)/ vertikal (V) | Modulations- verfahren | FEC | Guard- intervall | Bitrate (in MBit/s) | SFN                                                       |
| ----- | ----------------- | ----------- | --- | ----------- | ------------------------------------------- | ------------------------------------------- | ---------------------- | --- | ---------------- | ------------------- | --------------------------------------------------------- |
| 28    | 530               | ARD-Bouquet | - Das Erste HD - arte HD - one HD - Phoenix HD - tagesschau24 HD - NDR FS NDS HD                                              | 50          | ND                                          | H                                           | 64-QAM                 | 3/5 | 19/128           | 21,56               | Brotjacklriegel, Passau (Kühberg), Pfarrkirchen, Landshut |
| 40    | 626               | BR-Bouquet  | - BR Fernsehen Süd HD - ARD-alpha HD - hr-fernsehen HD - MDR Thüringen HD - rbb Berlin HD/BR Fernsehen Nord HD 1) - SWR BW HD | 50          | ND                                          | H                                           | 64-QAM                 | 3/5 | 19/128           | 21,56               | Brotjacklriegel, Passau (Kühberg), Pfarrkirchen, Landshut |
| 46    | 674               | ZDF-Bouquet | - ZDF HD - ZDFinfo HD - ZDFneo HD - 3sat HD - KiKA HD                                                                         | 50          | ND                                          | H                                           | 64-QAM                 | 3/5 | 19/128           | 22                  | Brotjacklriegel, Passau (Kühberg), Pfarrkirchen, Landshut |

  1)rbb Berlin außerhalb der Regionalzeiten des BR Fernsehens

## Ehemalige Frequenzen

### Analoges Fernsehen
Bis zur Umstellung auf DVB-T am 6. Dezember 2006 wurden folgende Programme in analogem PAL gesendet:
| Kanal | Frequenz (MHz) | Programm                                   | ERP (kW) | Sendediagramm rund (ND)/ gerichtet (D) | Polarisation horizontal (H)/ vertikal (V) |
| ----- | -------------- | ------------------------------------------ | -------- | -------------------------------------- | ----------------------------------------- |
| 27    | 519,25         | ZDF                                        | 250      | ND                                     | H                                         |
| 57    | 759,25         | Bayerisches Fernsehen (Schwaben/Altbayern) | 250      | ND                                     | H                                         |

### Digitales Fernsehen (DVB-T)
Die DVB-T-Ausstrahlung erfolgte vom 6. Dezember 2006 bis zur Umstellung auf DVB-T2 am 13. März 2019.
| Kanal | Frequenz (in MHz) | Multiplex                   | Programme im Multiplex                                                                                    | ERP (in kW) | Antennen- diagramm rund (ND) / gerichtet (D) | Polarisation horizontal (H) / vertikal (V) | Modulations- verfahren | FEC | Guard- intervall | Bitrate (in MBit/s) | SFN                                                          |
| ----- | ----------------- | --------------------------- | --- | ----------- | -------------------------------------------- | ------------------------------------------ | ---------------------- | --- | ---------------- | ------------------- | ------------------------------------------------------------ |
| 40    | 626               | ARD Digital (BR)            | - Das Erste (BR) - ARTE - Phoenix - One                                                                   | 50          | ND                                           | H                                          | 16-QAM                 | 2/3 | 1/4              | 13,27               | Pfarrkirchen, Landshut, Passau                               |
| 27    | 522               | ARD regional (BR) Südbayern | - Bayerisches Fernsehen (Schwaben/Altbayern) - ARD-alpha - SWR Fernsehen Baden-Württemberg - tagesschau24 | 50          | ND                                           | H                                          | 16-QAM                 | 2/3 | 1/4              | 13,27               | Pfarrkirchen, Brotjacklriegel, Landshut, Passau              |
| 33    | 570               | ZDFmobil                    | - ZDF - 3sat - KiKA (6–21 Uhr) / ZDFneo (21–6 Uhr) - ZDFinfo                                              | 50          | ND                                           | H                                          | 16-QAM                 | 2/3 | 1/4              | 13,27               | Pfarrkirchen, Brotjacklriegel, Hoher Bogen, Landshut, Passau |